# مؤسسة التلفزة التونسية
مؤسسة التلفزة التونسية هي المؤسسة الحكومية التونسية التي تعني بالتلفزة. وقع انشاؤها سنة 2007 بعد تقسيم مؤسسة الإذاعة والتلفزة التونسية إلى مؤسستين: مؤسسة تعنى بالإذاعة (مؤسسة الإذاعة التونسية) و مقرها بشارع الحرية، وأخرى تعنى بالتلفزة (مؤسسة التلفزة التونسية) و مقرها بشارع الجامعة العربية - هضبة الهلتون.

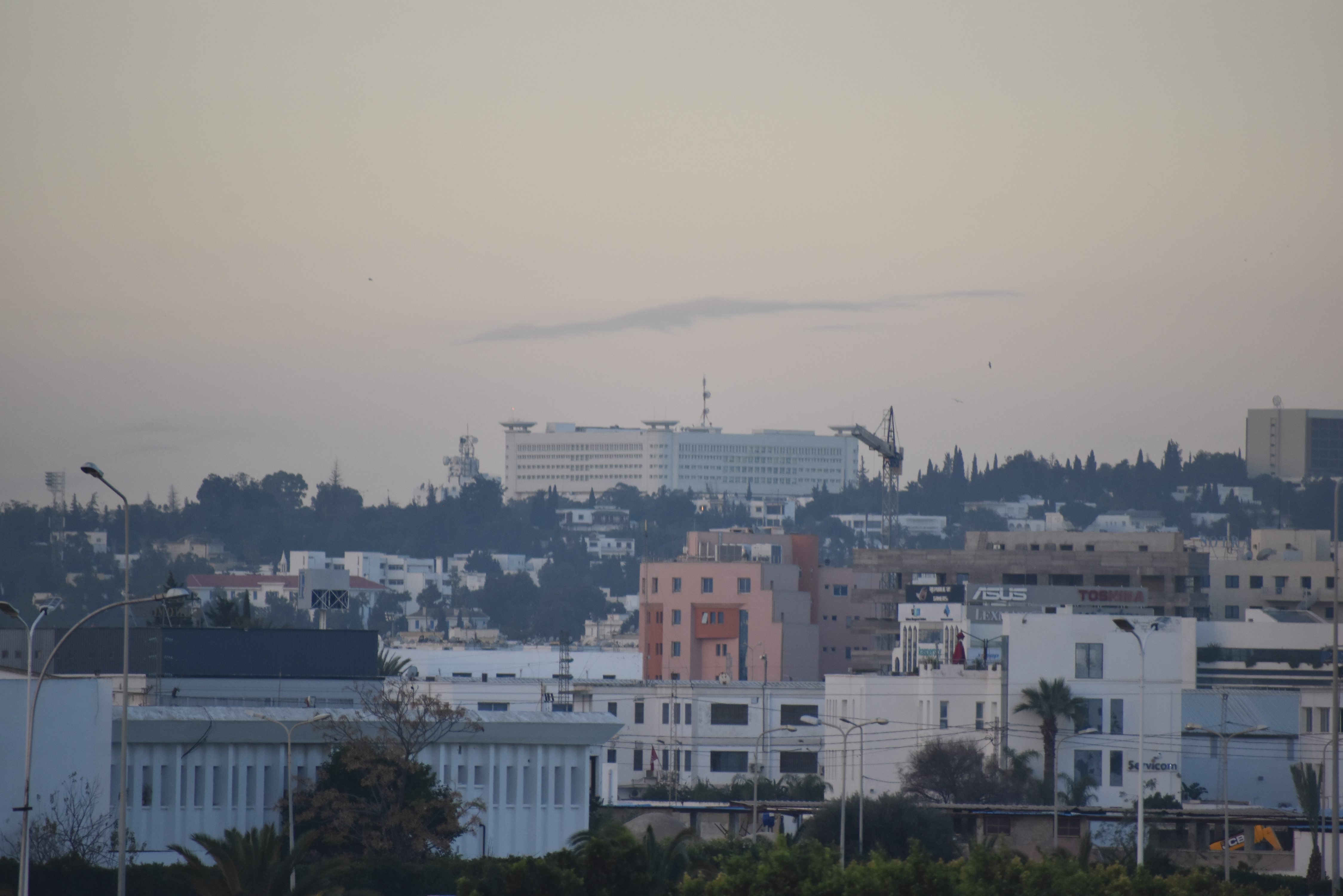
Television Tunisienee

## القنوات
تتبع المؤسسة ثلاث قنوات
- الوطنية 1
- الوطنية 2
- القناة التربوية

## وصلة خارجية
- (بالعربية) موقع التلفزة التونسية